# Oprisavci
Oprisavci falu és község Horvátországban, Bród-Szávamente megyében.

## Fekvése
Bród központjától légvonalban 17, közúton 19 km-re keletre, Szlavónia középső részén, a Szávamenti-síkságon, a Száva bal partján és az A3-as (Zágráb-Lipovac) autópálya mentén fekszik.

## A község települései
A községhez közigazgatásilag Novi Grad, Oprisavci, Poljanci, Prnjavor, Stružani, Svilaj, Trnjanski Kuti és Zoljani települések tartoznak.

## Története
Amint azt község területén található 19 régészeti lelőhely bizonyítja területe már az őskortól fogva folyamatosan és sűrűn lakott volt. Oprisavci határában a legősibb leletek a falu középső részétől északra, az autópálya mentén a „Vrtlovi” lelőhelyen, egy 150 méter hosszúságú és 50 méter széles, hosszúkás dombháton találhatók. Az itt előkerült cseréptöredékek az újkőkorszaktól a késő vaskoron át a középkorig terjednek. A középkori leletek mellett vaskori La Téne-kultúrához tartozó leletek kerültek elő az autópálya déli oldalán a „Žabljača” lelőhelyen egy délnyugat-északkeleti irányú dombon is.
A középkorban ez a terület a diakovári püspökség birtoka volt, a település középkori létére azonban írásos bizonyíték nincs, noha a határában előkerült leletek alapján területén már ekkor is laktak emberek. 1698-ban „Opriszavacz” néven hajdútelepülésként, 20 portával szerepel a török uralom alól felszabadított szlavóniai települések kamarai összeírásában. Ez egyben a település első írásos említése is. Nevét abból a tényből magyarázzák, hogy házai félkör (közel „O”) alakban sorakoztak a Száva folyó előterében. Eszerint neve az „O pri Savci” (Száva előtti „O”) kifejezésből származna. A település fejlődéséhez hozzájárult, hogy közvetlenül az új török határnál feküdt. A katonai közigazgatás megszervezése után lakossága a bródi határőrezredhez tartozott. A határt őrhelyekről és a čardaknak nevezett őrtornyokból ellenőrizték. Egy 1718-as feljegyzés szerint Poljancin egy, Oprisavci területén pedig négy ilyen „čardak” is állt. A čardakok távolsága átlagosan 4,5 kilométer, az őrhelyeké 1,5 kilométer volt.
Az egyházi vizitáció jelentése szerint 1730-ban 30 ház és két fakápolna állt a településen, ahol a bródi ferences atyák szolgáltak. 1746-ban 50 háza volt 315 lakossal és egy Szent Ágostonnak szentelt kápolnával. Az 1758-as jelentés nem ír a Szent Ágoston kápolnáról, helyette a falun kívül álló Szent Simon és Júdás kápolnát említi. Körülötte temető volt, ahova a kuti, a poljanaci és a bicko seloi hívek is temetkeztek. A faluban egy Szent Rókus kápolna állt. 1760-ban a faluban 70 ház állt, melyekben 109 család élt 653 katolikus lakossal. Az 1780-as katonai leírásban találjuk, hogy a falut korábban évente háromszor-négyszer elöntötte az árvíz, de időközben megépült a folyó nyolc láb magas védtöltése, így az árvizek már csak egy kis területet öntenek el. A katolikus plébániát 1804-ben alapították, a Szent Kereszt felmagasztalása templomot 1830-ban építették.
Az első katonai felmérés térképén „Opriszavcze” néven található. Lipszky János 1808-ban Budán kiadott repertóriumában „Oprisavcze” néven szerepel. Nagy Lajos 1829-ben kiadott művében „Oprissavcze” néven 155 házzal, 789 katolikus vallású lakossal találjuk. Különösen jelentős lakosságnövekedés volt 1846 és 1861 között, amikor Boszniából, Dalmáciából és Likából katolikus horvátok települtek be. A katonai közigazgatás megszüntetése után 1871-ben Pozsega vármegyéhez csatolták.
A településnek 1857-ben 845, 1910-ben 1046 lakosa volt. Pozsega vármegye Bródi járásának része volt. Az 1910-es népszámlálás adatai szerint lakosságának 79%-a horvát, 7%-a ruszin, 6%-a szerb anyanyelvű volt. Az első világháború után 1918-ban az új szerb-horvát-szlovén állam, majd később (1929-ben) Jugoszlávia része lett. 1991-től a független Horvátországhoz tartozik. 1991-ben lakosságának 98%-a horvát nemzetiségű volt. 2011-ben a településnek 886, a községnek összesen 2508 lakosa volt.

## Lakossága

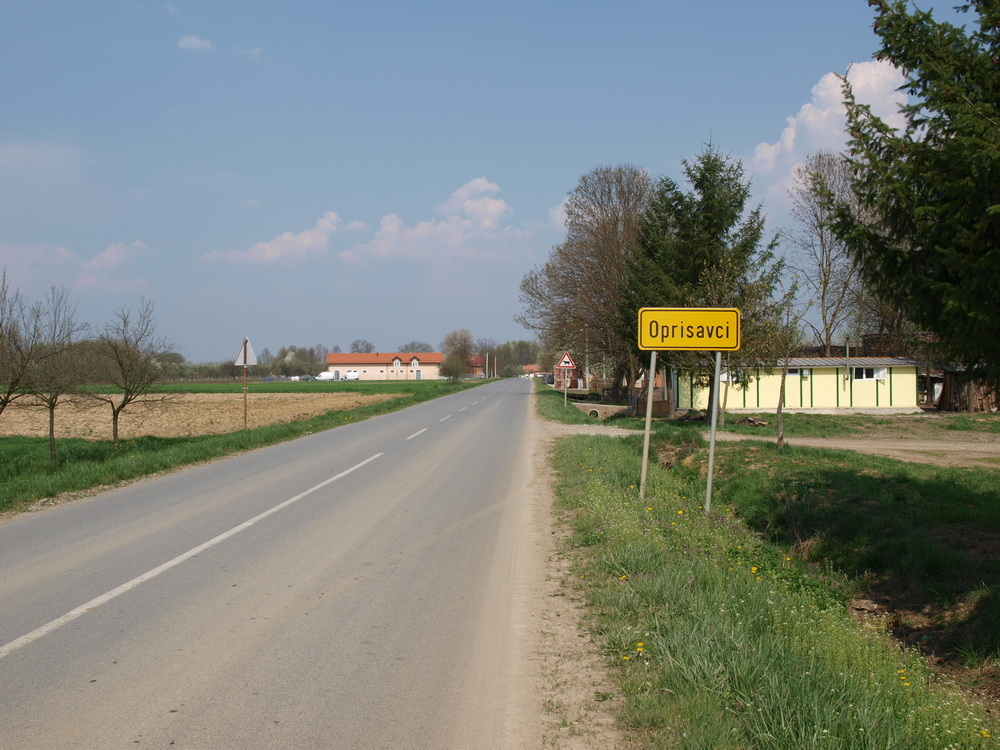
A falu bejárata

| Lakosság változása | Lakosság változása | Lakosság változása | Lakosság változása | Lakosság változása | Lakosság változása | Lakosság változása | Lakosság változása | Lakosság változása | Lakosság változása | Lakosság változása | Lakosság változása | Lakosság változása | Lakosság változása | Lakosság változása | Lakosság változása |
| ------------------ | ------------------ | ------------------ | ------------------ | ------------------ | ------------------ | ------------------ | ------------------ | ------------------ | ------------------ | ------------------ | ------------------ | ------------------ | ------------------ | ------------------ | ------------------ |
| 1857               | 1869               | 1880               | 1890               | 1900               | 1910               | 1921               | 1931               | 1948               | 1953               | 1961               | 1971               | 1981               | 1991               | 2001               | 2011               |
| 845                | 808                | 678                | 796                | 869                | 1.046              | 993                | 1.101              | 1.180              | 1.243              | 1.249              | 1.179              | 1.103              | 1.106              | 955                | 886                |

## Gazdaság
A község gazdaságát a múltban geostratégiai helyzete nagyban meghatározta. Így története folyamán a legtöbb lakos mezőgazdasággal foglalkozott. A horvát állam alapítása óta élet- és munkakörülmények lassú változáson mentek át. A községben azóta számos nagy és sikeres vállalkozás alakult. Az Európai Unióval összhangban a mezőgazdaságban és az élelmiszergyártásban fejlesztések zajlottak, így nagyszámú családi gazdaság alakult ki. Az intézkedések fokozatosan emelik a mezőgazdasági termelés színvonalát. A községben számos egyéb magánvállalkozás is működik, köztük üzletek, kávézók és bárok, fodrászok stb.

## Nevezetességei
- A Szent Kereszt felmagasztalása plébániatemplomot 1830-ban építették, felszentelése 1832-ben volt.
- A 71. - 73. számú lakóépület a helyi tanítók befogadására készült. A hosszúkás, hat ablakos épületet 1901-ben építették.

## Kultúra
A közösségi élet a civil társadalmi szervezeteken keresztül zajlik.
- Az Oprisavci KUD „Zlatno klasje” kulturális és művészeti egyesületet 1993-ban alapították, ma mintegy 50 tagja van, akik tamburazenekarban és két folklór szekcióban működnek.
- A SMILJAK női egyesületet 2008-ban alapították. Az egyesület különféle tevékenységekkel foglalkozik, különös tekintettel a régi tárgyak és viseletek megőrzésére. Ezen kívül különféle kiállításokat és kirándulásokat szervez.
- A RUAH énekkar a település ének kultúráját őrzi és irigylésre méltó számú fiatalt hoz össze, akik részt vesznek az oprisaci Szent Kereszt plébániatemplom hitéleti tevékenységeiben is.

## Oktatás
A település első iskoláját 1831-ben a katonai hatóságok alapították. Az első iskolaépület még fából készült. Az iskola olvasást, írást, számolást és hittant tanított. 1846-ban új iskolát építettek Oprisavciban, 1871-ben pedig már 43 fiú és 49 lány vett részt az oktatásban. 1877-ben megépült az új, falazott, tágas iskolaépület. A mai iskola alapkövét 1989. július 26-án ünnepélyesen tették le. A munka gyorsan haladt és 1990-ben már el is készült az új épület. 1990-ben változásokat hajtottak végre bródi iskolai hálózatában és az év ősze óta Trnjanski Kuti, Poljanci, Oprisavci, Svilaj, Stružan, Zoljan, Prnjavor, Kupina és Novi Grad tanulói járnak az oprisavci iskolába. Az iskola 1994-ig a bródi „Vladimir Nazor” iskola keretében működött, azóta önálló. Ma a „Stjepan Radić” elemi iskolába mintegy 200 tanuló jár.

## Sport
Az NK Zadrugar Oprisavci labdarúgóklub a megyei 1. ligában szerepel.  Eddigi legjobb eredménye a horvát 3. liga elérése volt.